# Cantó de Dijon-4
El cantó de Dijon-4 és un cantó francès del departament de Costa d'Or, situat al districte de Dijon. Compta amb part dels municipis de Dijon i Chenôve.

## Municipis
- Chenôve
- Dijon (part)

## Història
| Data d'elecció                           | Identitat     | Partit           | Qualitat |
| ---------------------------------------- | ------------- | ---------------- | -------- |
| 1973-1985                                | M. Fourrier   | PS               |          |
| 1985-1998                                | Roland Carraz | MDC, després AGR |          |
| 1998-2004                                | Pierre Pertus | PS, després MDC  |          |
| 2004-                                    | Roland Ponsaâ | PS               |          |
| les dades anteriors no són pas conegudes |               |                  |          |
|                                          |               |                  |          |